# Aldo Cervi
Aldo Cervi (Trieste, 1901 – Trieste, 1972) è stato un architetto italiano.

## Studi
Aldo Cervi si diploma alla Scuola Industriale Superiore di Trieste come Baumeister nel 1920 e completa gli studi architettonici presso l'Accademia e Istituto di Belle arti di Venezia nel 1926, dove ottiene il diploma di professore di disegno.

## Carriera e opere
Nel 1927 inizia la sua attività professionale a Trieste, anche partecipando a numerosi concorsi di progettazione. Instaura fin da subito rapporti di collaborazione con artisti triestini, primo fra tutti lo scultore Marcello Mascherini, con il quale partecipa ai concorsi per il monumento ai Caduti di Como (1927) e per il Ponte dell'Accademia di Venezia (1933).
Dai primi anni trenta si impegna regolarmente nella partecipazione ai concorsi di progettazione, tra i quali bisogna menzionare quelli in collaborazione con Umberto Nordio per la Casa littoria a Roma (1934), per il palazzo della Civiltà Italiana e il Palazzo dell'acqua e della luce a Roma (1937). Il suo interesse per un'architettura moderna lo porta a seguire gli sviluppi del razionalismo internazionale, guardando sia agli architetti italiani sia a quelli tedeschi. Dopo Nordio e Mascherini, si aggiungono nel secondo dopoguerra Vittorio Frandoli e Romano Boico, a formare un gruppo affiatato soprattutto nella progettazione degli interni navali, tra i quali risaltano, per la qualità dell'integrazione con le opere d'arte e per la pulizia formale, gli allestimenti del Conte Biancamano (1949), Australia (1951), Augustus (1951), Asia (1952-53), Africa (1951-52), Homeric (1954). Negli anni successivi realizza con i soli Nordio e Frandoli ancora diversi allestimenti nelle motonavi Galileo Galilei (1961-63), Guglielmo Marconi (1961-63), Oceanic (1962-65) e Raffaello (1963). L'esperienza di progettazione di interni si ripeterà frequentemente in appartamenti residenziali, negozi e sedi istituzionali, tra i quali si evidenziano il negozio Galtrucco in piazza Goldoni (1952), realizzato con Umberto Nordio e Guglielmo Ulrich, il Caffè degli Specchi (1972), le sale del Palazzo del Governo (1962), del Consiglio Regionale (1969-71), ancora con Nordio e Villa Attems Petzenstein di Lucinico (1965) su commissione dei Conti Attems.

La sua ricerca architettonica rimane orientata verso il rigore e la purezza formale, spesso su matrici geometriche classicheggianti e monumentali, lungo tutti gli anni Cinquanta e Sessanta. La si ritrova nei progetti in collaborazione, nel progetto per un riformatorio minorile (1949) e nell'ampliamento del Palazzo comunale (1954) con Boico, nel Poliambulatorio e sanatorio chirurgico dell'INAM (1950-56) e nel concorso per il mercato ortofrutticolo (1951) con Boico e Frandoli, nel cinema Aurora (1950-56) con Frandoli, e soprattutto nei progetti seguiti singolarmente, come la casa d'appartamenti in via Rossetti (1954) e la Cassa di Risparmio di Trieste a Sistiana (1954). Negli anni Sessanta questa ricerca prosegue con l'utilizzo più evidente di ampie vetrate in facciata, come nella sede RAI di Trieste (1961), la Cassa di Risparmio di Trieste in Corso Italia (1962), l'Hotel Adriatico a Grignano (1965).

## Archivio
L'archivio dell'architetto Cervi, dichiarato di interesse culturale, ex art. 13 del D. Lgs. 42/2004, con provvedimento della Soprintendenza archivistica per il Friuli Venezia Giulia del 24 febbraio 2005, è conservato presso l'Archivio di Stato di Trieste.  L'archivio, che consta di oltre 200 unità, è costituito prevalentemente dalla serie di 140 progetti dal 1952 al 1972, collocati in cartelle e pacchi. Esistono inoltre 50 rotoli di elaborati grafici, lucidi, copie cianografiche, relazioni tecniche, fotografie, ritagli di stampa collocati in cartelle e pacchi.